# Niemistenselkä
Niemistenselkä är en del av sjön Jääsjärvi i Finland. Den ligger i kommunerna Gustav Adolfs och Joutsa i landskapen Päijänne-Tavastland och Mellersta Finland, i den södra delen av landet, 180 km norr om huvudstaden Helsingfors. Niemistenselkä ligger 91 meter över havet.
Trakten ingår i den boreala klimatzonen. Årsmedeltemperaturen i trakten är 2 °C. Den varmaste månaden är augusti, då medeltemperaturen är 16 °C, och den kallaste är januari, med −12 °C.